# Georges Forestier (Literaturwissenschaftler)
Georges Forestier (* 13. Juni 1951 in Nizza; † 18. April 2024) war ein französischer Literaturwissenschaftler und Theaterhistoriker. 

## Leben
Forestier legte sein Baccalaureat 1969 am Lycée Masséna in Nizza ab und studierte dann alte Sprachen an der Universität Nizza mit einem Abschluss 1975. Die folgenden beiden Jahren hielt er sich zu Studien an der Universität Coimbra auf. Anschließend kehrte er nach Nizza zurück, wo er seine Dissertation beendete. 
1987 erhielt er an der Sorbonne das Doctorat d’Etat ès Lettres. Von 1991 bis zu seiner Emeritierung 2023 unterrichtete er französische Literatur an der Sorbonne.  
Forestiers Forschungsfelder waren die Französische Sprache und Literatur mit Schwerpunkt Französische Klassik, Schauspielkunst (Theater und Ballett) und Épistémologie. 
Ab 2014 war er Leiter des Centre de recherche sur l’histoire du théâtre und des Centre d’études de la langue et des littératures françaises.
Forestier hat zusammen mit Claude Bourqui die Werkausgaben Racines und Molières in der Bibliothèque de la Pléiade herausgegeben, und er war Mitherausgeber des Parnasse du théatre: Les recueils d’oeuvres complètes de théâtre au XVIIe siècle. (Paris 2007.)

## Auszeichnungen
- 2018: Prix Château de Versailles du livre d’histoire und Grand Prix de l’Académie française pour la biographie littéraire[1]

## Schriften  (Auswahl)
- Le Théâtre dans le théâtre sur la scène française du XVIIe siècle. Droz, Paris, 1981; rééd. 1996.
- Esthétique de l’identité dans le théâtre français (1550–1680): le déguisement et ses avatars. Droz, Paris 1988.
- Essai de génétique théâtrale. Corneille à l’œuvre. Klincksieck 1996; rééd. Droz, Paris 2004.
- Jean Racine. Gallimard, Paris 2006.
- La tragédie française: Passions tragiques et règles classiques. Colin. Paris 2010. ISBN 978-2-20025910-5
- Introduction à l’analyse des textes classiques: Eléments de rhétorique et de poétique du XVIIe siècle. Colin, Paris 2012. ISBN 978-2-200-27743-7
- La tragédie française. Règles classiques, passions tragiques. Paris, Colin 2016. ISBN 978-2-200-61609-0
- Molière, le mystère et le complot. 2023. ISBN 979-1-03702977 5